# Alexander Schweitzer
Alexander Roger Schweitzer, né le 17 septembre 1973 à Landau in der Pfalz, est un homme politique allemand, membre du Parti social-démocrate d'Allemagne (SPD). Il est ministre-président de Rhénanie-Palatinat depuis le 10 juillet 2024. Auparavant, il été de 2014 à 2021 président du groupe parlementaire SPD au Landtag de Rhénanie-Palatinat et  ministre du Travail, des Affaires sociales, de la Transformation et de la Numérisation  dans le cabinet Dreyer III de 2021 à 2024. Il est membre du bureau national du SPD depuis décembre 2017.

## Vie personnelle et formation
Alexander Schweitzer, fils d'un batelier, a passé les six premières années de sa vie avec ses parents et sa sœur sur péniches fluviales entre Karlsruhe et Rotterdam. Après avoir obtenu son diplôme d'études secondaires à Bad Bergzabern en 1993, il étudie le droit à l'université Johannes Gutenberg de Mayence.
Après avoir réussi l'examen d'État en 2001, il a travaillé pour une agence du Land de Bade-Wurtemberg. En 2005, il devient chef de projet au Steinbeis Transfer Center (un réseau spécialisé dans le transfert de compétence et de technologie) à Heidelberg et chargé de cours à l'université technique de Mosbach.
Schweitzer est catholique. Il est marié et a trois enfants.

## Carrière politique

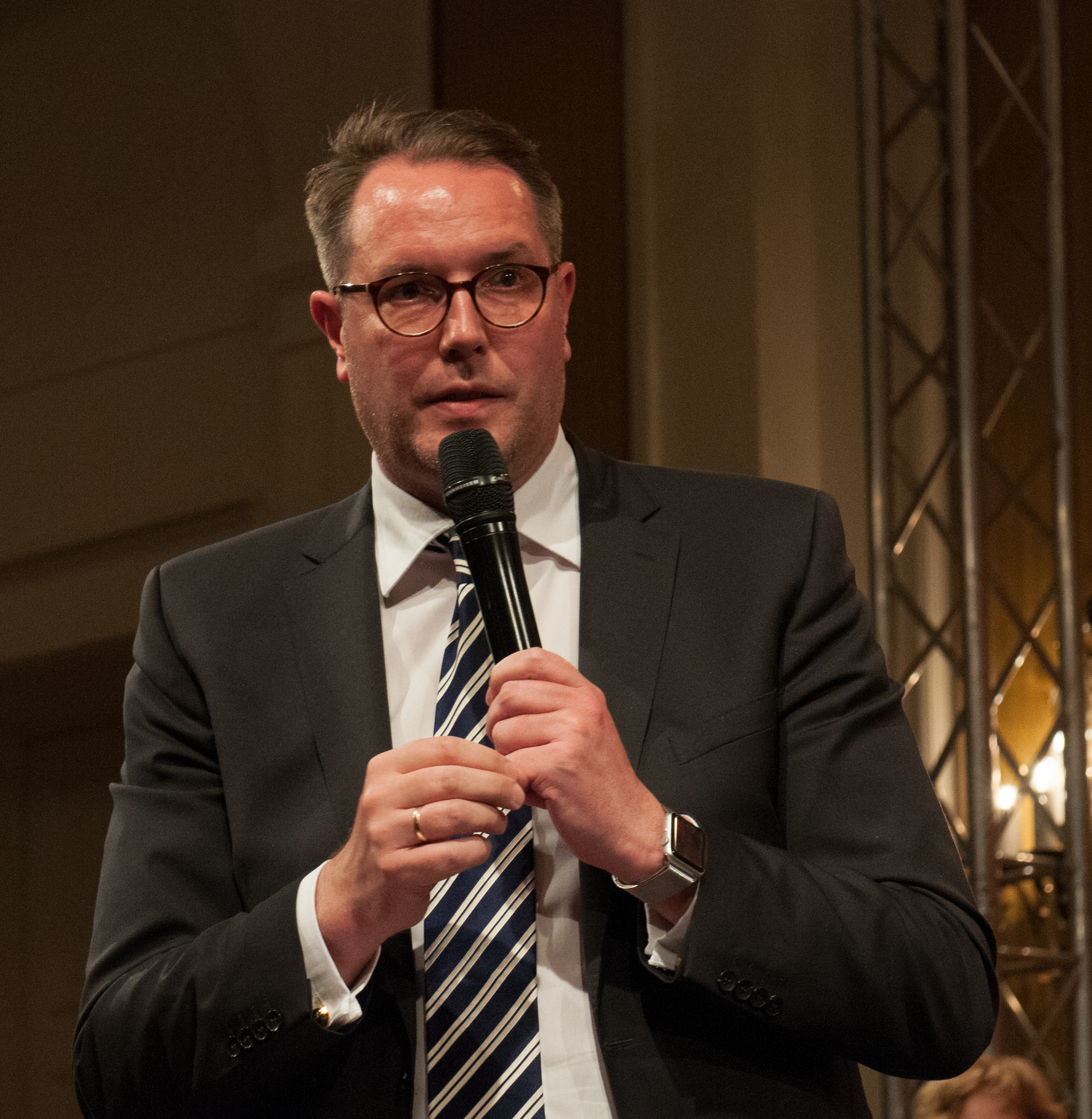
Alexander Schweitzer au Landesparteirat du SPD de Rhénanie-Palatinat (2016)

Schweitzer rejoint le SPD dès 1989, avant même de passer son baccalauréat. De 1993 à 1995, il a été vice-président du Jusos (l'organisation de jeunesse du SPD) de Rhénanie-Palatinat et président du Jusos du district du Palatinat de 1995 à 1997. En 1995, il est également élu comme membre bureau du district SPD du Palatinat, où il a siégé jusqu'en 2013. De 1997 à 2004, il a été président de la section du SPD de Billigheim-Ingenheim et de 2002 à 2005 de celle de Landau-Land. En 2002, il est élu membre du bureau du SPD Rhénanie-Palatinat dont il est l'un des trois vice-présidents. Il a été réélu pour la dernière fois lors de la convention du parti régional (Landesparteitag)  le 4 novembre 2023. En 2004, il est devenu membre du bureau régional (Landespräsidium) et président de la fédération de l'arrondissement de la Route-du-Vin-du-Sud.
En 1999, Schweitzer a été élu au à l'assemblée de l'arrondissement de la Route-du-Vin-du-Sud et au conseil municipal de Landau-Land, où il est devenu président du groupe SPD en 2007. De juin 2006 à juillet 2009, il a été député au Landtag de Rhénanie-Palatinat et l'est à nouveau depuis 2013.
En 2009, Schweitzer devient secrétaire d'État au ministère de l'Économie, des Transports, de l'Agriculture et de la Viticulture de Rhénanie-Palatinat. Il succède à Carsten Kühl, devenu ministre des Finances. Après les élections régionales de 2011, Schweitzer est nommé le nouveau secrétaire général du SPD de Rhénanie-Palatinat , succédant Heike Raab, qui a rejoint le nouveau ministère de l'Intérieur, des Sports et des Infrastructures du Land en tant que secrétaire d'État.
Schweitzer devient ensuite ministre des Affaires sociales dans le premier cabinet de Malu Dreyer du 16 janvier 2013 au 12 novembre 2014. De 2014 à 2021, il devient président du groupe parlementaire du SPD au Landtag de Rhénanie-Palatinat avant d'obtenir à nouveau, après les élections régionales du 14 mars 2021, le porte-feuille de ministre du Travail, des Affaires sociales, de la Transformation et de la Numérisation au sein du cabinet Dreyer III.
Le 10 juillet 2024, Schweitzer a été élu ministre-président de Rhénanie-Palatinat pour succéder à Malu Dreyer. Avec 57 voix, il a obtenu trois voix de plus que le nombre de député issus des groupes de la coalition gouvernementales.Il nomme dans la foulée son gouvernement et sa successeur au ministère des Affaires sociales et du travail, Dörte Schall.

## Autres engagements
Schweitzer est supporter et membre du 1. FC Kaiserslautern. Il est président de la Fondation Fritz Walter, qui s'engage à promouvoir l'éducation par le sport, la participation sociale des jeunes et les échanges sportifs et culturels avec l'Europe centrale et orientale.